# クリスティアン・フロイディング
クリスチャン・フロイディング（ドイツ語: Christian Freuding、1971年8月20日 - ）は、ドイツ連邦軍の少将。ウクライナ情勢センター長ならびに2023年5月に新設された連邦国防大臣直属の計画・指揮課の課長も務めている。博士号も取得している。

## 経歴

### 入隊から教官として
フロイディングは1990年にエーベルンの第12装甲偵察大隊にて士官候補生としてドイツ連邦軍に入隊する。ムンスターの戦車学校に学び士官となる。その後、ハンブルクの連邦軍大学にて政治学を学ぶ。
1998年、リューネブルクの第3装甲偵察教導大隊にて小隊長として勤務。1999年にミヒャエル・シュタークの下、ヘルムート・シュミット大学／ドイツ連邦軍大学ハンブルクから博士号を受ける。
2000年には引き続き同じ第3装甲偵察教導大隊第2中隊の中隊長に、2003年にはムンスター戦車学校における士官・下士官教育課程の教官となる。

### 参謀課程修了から連邦国防大臣補佐官・副官として
2004年から2006年にかけて、ハンブルクの連邦軍指揮幕僚大学校にて参謀としての訓練を受けた。当時、少佐で、その年で最高の成績で卒業し、ホイジンガー賞を受賞した。その後、ノイブランデンブルクのトレンセ兵営で第14装甲擲弾兵師団の G3参謀 (訓練および演習) を務める。
2008年には、イギリスのシュリーベナムにある統合軍指揮幕僚大学の上級指揮幕僚コースにも参加した。ドイツに帰国後、2014年からは主にウルズラ・フォン・デア・ライエン連邦国防大臣の副官および補佐官を務めた。

### 将軍への昇進と現在
2019年9月6日、前任者のウルリッヒ・シュパンヌートから第9装甲教導旅団の指揮を引き継ぎ、ムンスター訓練センターの指揮官として異動した。2020年6月に准将に昇進。
2022年4月28日に装甲教導旅団の指揮を後任のルッツ・クーンに引き継ぎ、それ以降は、連邦国防省のウクライナ情勢センター長を務めている。2023年5月からは、新設された連邦国防大臣直属の計画・指揮課の課長も務めている。同年、少将に昇進した。

## 海外派兵歴
2002年に中隊長としてSFOR（ユーゴスラビア）、2007年から2008年にかけてISAF（アフガニスタン）に参加している。

## プライベート
結婚しており、二人の子供がいる。

## 受賞
- 2002年 ドイツ連邦軍・SFOR参加章
- 2002年 NATO勲功章前ユーゴスラビア
- 2006年 ホイジンガー将軍賞
- 2008年 ドイツ連邦軍・ISAF参加銅章
- 2008年 NATO勲功章ISAF参加章